# Fulbrightův program

Logo programu

Fulbrightův program (anglicky: Fulbright Program) je grantový, stipendijní a výměnný program. Jde o nástroj kulturní diplomacie Spojených států amerických. Prostřednictvím programu mohou vybraní američtí občané (studenti, vědci, učitelé, umělci) získat stipendia nebo granty ke studiu, výzkumu, výuce nebo uplatnění svého talentu v zahraničí a občané jiných zemí k tomu samému ve Spojených státech. Samo udělení stipendia či grantu je v současnosti vnímáno jako prestižní věc a kariérní úspěch. Každoročně je uděleno zhruba 8000 grantů, z toho zhruba 1600 americkým studentům, 1200 americkým vědcům, 4000 zahraničním studentům a 900 zahraničním vědcům. Celkem bylo v historii uděleno již více než 370 000 stipendií. 62 stipendistů (tzv. "fulbrighters") z patnácti zemí získalo posléze Nobelovu cenu, 90 Pulitzerovu cenu, 44 z nich se stalo hlavami státu či vlády. Program působí ve více než 160 zemích světa. Ve 49 z nich (včetně Česka) pracuje Fulbrightova komise, ve zbylých agendu vedou velvyslanectví USA. Financování zajišťuje Bureau of Educational and Cultural Affairs amerického ministerstva zahraničí, jehož prostředky schvaluje Kongres. Klíčová je spolupráce amerických univerzit, mezi nimiž historicky nejvíce zahraničních i domácích stipendistů uvítaly Harvard, Yale, Berkeley, Kolumbijská univerzita, Ann Harbor, Princeton a Stanford. Podřízený Fulbrightův–Haysův program pro učitele řídí americké ministerstvo školství. Fulbrightův program založil v roce 1946 arkansaský senátor James William Fulbright. Jeho deklarovaným cílem bylo "vnést do světových záležitostí trochu více znalostí, trochu více rozumu a trochu více soucitu, a tím zvýšit šanci, že se národy konečně naučí žít v míru a přátelství". V Česku působí Fulbrightova komise od roku 1992 a za prvních třicet let své existence podpořila přes 1100 českých studentů a odborníků. Ke známým českým fulbrightistům patří sinoložka Olga Lomová, která přijala i funkci i tzv. čestného ambasadora programu na své univerzitě.